# سامو هیکیلا
سامو هِـیکیلا (فنلاندی: Samu Heikkilä؛ زادهٔ ۳۱ ژوئیهٔ ۱۹۷۱) تدوین‌گر و فیلم‌نامه‌نویس اهل فنلاند است.
از فیلم‌هایی که وی در آن‌ها نقش داشته‌است، می‌توان به بال کوچک، در مهتاب و سوی دیگر امید اشاره نمود.